# Cancelleria-Reliefs
Bei den sogenannten Cancelleria-Reliefs handelt es sich um Marmorreliefplatten aus den letzten zwei Dekaden des 1. Jahrhunderts, die zwischen 1937 und 1939 unter dem Palazzo della Cancelleria in Rom bei Restaurierungsarbeiten gefunden wurden. Die Platten waren teilweise an einer Mauer angelehnt, die die Grabstätte des Aulus Hirtius umfasst hatte. Die Marmortafeln, die vermutlich am Ende des 1. Jahrhunderts umgearbeitet und von einem bis heute unbekannten Bauwerk entfernt und eingelagert wurden, bestehen aus zwei voneinander getrennten Reliefanordnungen.
Die Reliefs werden im Museo Gregoriano Profano in den Vatikanischen Museen ausgestellt.
Im allgemeinen Einvernehmen werden die beiden Reliefensembles zum einen mit Fries A und zum anderen als Fries B bezeichnet. Sämtliche Platten weisen eine Höhe von 2,06 Meter auf, wobei die Längen bei Fries A 5,08 Meter und bei Fries B 6,08 Meter betragen. Die inhaltliche Auslegung der beiden dargestellten Begebenheiten, die teilweise Einordnung ihrer handelnden Figuren und die Lokalisierung des ursprünglichen Standorts der Reliefs sind in der modernen Forschung bis heute Gegenstand kontroverser Diskussionen. Übereinstimmung besteht insofern, dass die Szenenfolgen relevante Ereignisse illustrieren, die im Prinzipat von Domitian (81–96 n. Chr.) einzuordnen sind. Dieser Kaiser verfiel nach seiner Ermordung der Damnatio memoriae, was die demonstrative Auslöschung seines Andenkens in der Öffentlichkeit bedeutete. Damit gingen neben anderen handwerklichen Eingriffen an dessen Denkmälern offenbar auch die Änderungen an den Cancelleria-Reliefs einher. So wurde das Kaiserporträt Domitians auf Fries A zu dem seines Nachfolgers Nerva umgearbeitet.
Eine Untersuchung der Reliefs durch Marianne Bergmann führte zu der Auslegung, dass auch das Porträt von Domitians Vater Vespasian auf Fries B aus dem ursprünglichen Kopf des Domitian umgestaltet worden sei. Eine Minderheitsmeinung geht darüber hinaus davon aus, dass anfangs auf beiden Reliefensembles das Porträt von Nero (54–68), der wie Domitian nach seinem Tod unter die Damantio memoriae fiel, abgebildet war und somit eine zweimalige Änderung vorgenommen wurde.

## Fries A
Fries A besteht aus vier von einem ursprünglich aus mindestens fünf Marmorplatten bestehenden Reliefensemble. Auf der fehlenden linken Platte waren eine fliegende Victoria und ein voranschreitender Liktor abgebildet. Die handelnden Figuren auf den vier erhaltenen Reliefs werden zweidimensional dargestellt, zum einen flach im Hintergrund aus dem Marmor heraus angedeutet und zum anderen im Vordergrund, plastisch aus dem Material herausgehoben.
Zentrale Figur der Handlung ist der im Vordergrund stehende und stoisch wirkende Kaiser, der, in Reisekleidung abgebildet, den rechten Arm erhoben hat. Ihm voraus sind die römischen Gottheiten Minerva, Mars und ein Liktor mit Fascis samt Beil in voranschreitender Bewegung dargestellt. Hinter dem Princeps geht vermutlich Virtus, die mit ihrer rechten Hand den linken Unterarm des Kaisers stützt, um diesen anscheinend zum Weitergehen zu bewegen. Daneben schließen sich die ruhig stehenden Personifikationen von Senat und Volk von Rom an, nämlich der Genius Senatus mit Zepter und der Genius Populi Romani mit Füllhorn. Es folgen vier bewaffnete Soldaten, wobei der erste mit Rundschild im Vordergrund und der zweite im Hintergrund in Bewegung sind. Der dritte Soldat im Vordergrund und der vierte Soldat im Hintergrund halten anscheinend abwartend in der Bewegung inne. Mittig der Szene ist eine Marschkolonne von Soldaten mit geschulterten Pila angedeutet, die an der Spitze von zwei Liktoren mit Fasces ohne Beil hinter dem Kaiser vorbeigeführt werden.

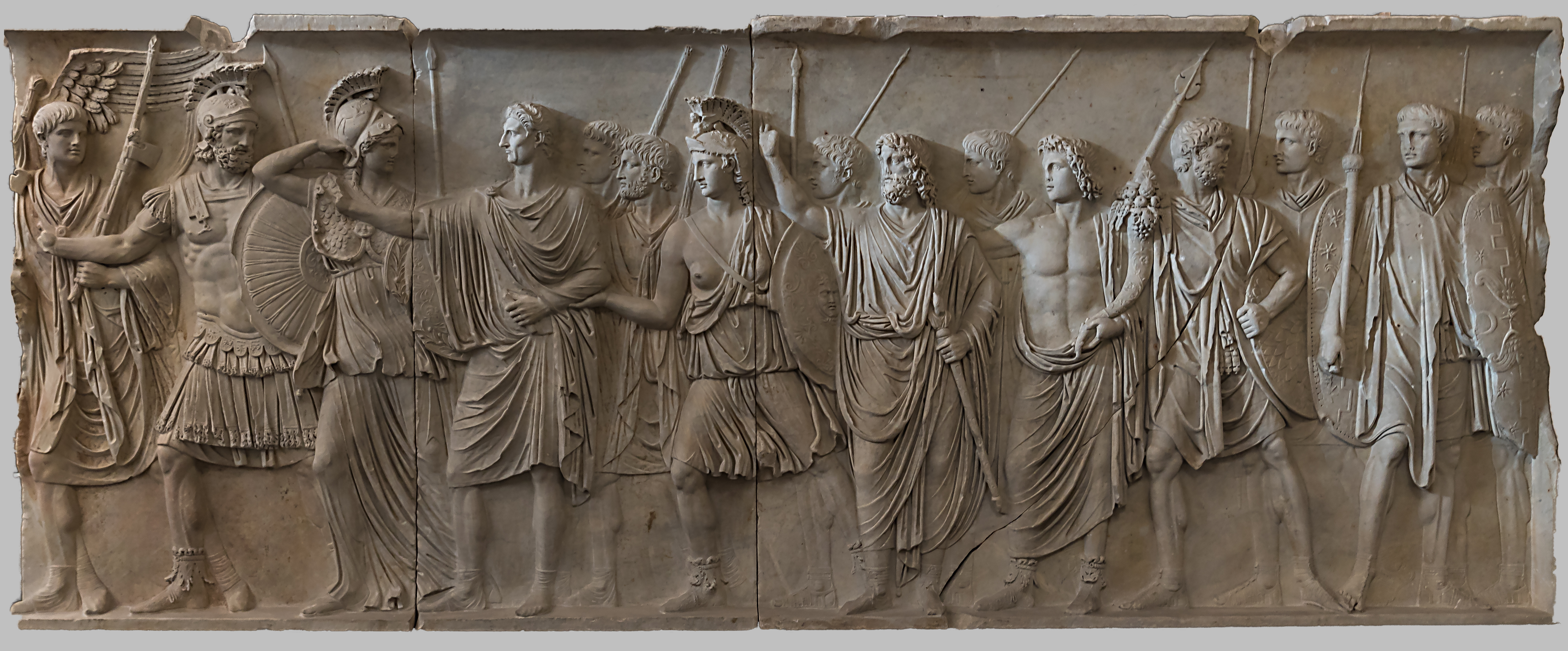
Fries A (Reliefensemble unvollständig; die linke Platte fehlt)

Die Auslegung darüber, was auf Fries A dargestellt wird, beschränkt sich auf zwei mögliche Varianten. Zum einen der Auszug aus Rom in einen Krieg (profectio) oder zum anderen die Heimkehr aus einem Krieg (adventus). Die moderne Forschung tendiert aufgrund der dargestellten Dynamik der Götter, insbesondere dem Drängen der Virtus auf den stehenden Kaiser, überwiegend zur Rückkehrvariante. Bei einer profectio könnte die Vorwärtsbewegung der Figuren im Gegensatz zu dem statisch wirkenden Kaiser auf den Betrachter befremdlich wirken, da es den Eindruck eines Zögerns des Princeps erwecken könnte.
Lorenz E. Baumer geht aufgrund der Zweidimensionalität des Reliefs, mit der unruhig wirkenden Szenerie im Vordergrund und der geordnet erscheinenden Marschbewegung der Soldaten mit den Liktoren im Hintergrund, von zwei unterschiedlichen Zeitebenen aus, die beide eine adventus thematisieren. Der im Vordergrund dargestellte Zeitabschnitt liegt in der Vergangenheit und die Marschkolonne hinter dem Kaiser stellt das darauffolgende Ereignis, den eigentlichen Triumphzug innerhalb der Stadtgrenze Roms dar. Die kaiserlichen Liktoren im Vordergrund führen im Gegensatz zu denen im Hintergrund das Beil in ihren Fasces mit und befinden sich daher noch vor der Stadtgrenze, da ihnen das Tragen der Beile als Symbol der Todesstrafe innerhalb des Pomeriums nicht gestattet war. Während die Götter, insbesondere Virtus und das militärische Gefolge, den Kaiser zum Triumphzug drängen, bewahrt der Princeps die Haltung und zeigt damit neben seiner Tapferkeit die ihn hervorhebende Bescheidenheit (modestia) gegenüber den Gottheiten und dem Senat und Volk von Rom an.
Auf welche von Domitian durchgeführte Kampagnen sich das Reliefensemble genau bezieht, kann von der Forschung nicht konkretisiert werden, da dieser Kaiser mehrere Triumphzüge abgehalten hat. Baumer nimmt daher an, dass die anschaulichen Darstellungen die Eigenschaften des Domitian als exemplum hervorheben sollen, nämlich seine Tapferkeit (virtus) und seine Bescheidenheit (modestia).

## Fries B
Die Reliefgruppe Fries B besteht aus mehreren, in der oberen Hälfte zum Teil stark beschädigten Marmorplatten. Analog zu Fries A werden auch hier die handelnden Figuren zweidimensional wiedergegeben.
Zentrale Figur ist wie bei Fries A der in eine Toga gekleidete Kaiser. Mit der rechten Hand berührt er die Schulter des gegenüberstehenden jungen Mannes, der ebenfalls eine Toga trägt (togatus). Rechts, neben dem Togatus, steht ein Liktor mit einem beilbewehrten Rutenbündel. Im Hintergrund sind zwei weitere Liktoren erkennbar und zwischen dem Liktor und dem Togatus im Vordergrund sind der Genius Senatus und links neben ihm der Genius Populi Romani mit Lanze und Füllhorn dargestellt. Auf dem rechten Bildrand ist bruchstückhaft eine fliegende Victoria erkennbar, die einen Eichenblätterkranz über den Kopf des Kaisers hält. Neben dem Kaiser schreitet ein Liktor mit Fasces und Beil. Es schließt sich eine stehende Person mit einem Stab oder einer Schriftrolle in der Hand an. Der linke Bildrand wird von einer Gruppe aus Vestalinnen zusammen mit einem Liktor und der Gottheit Roma eingenommen.

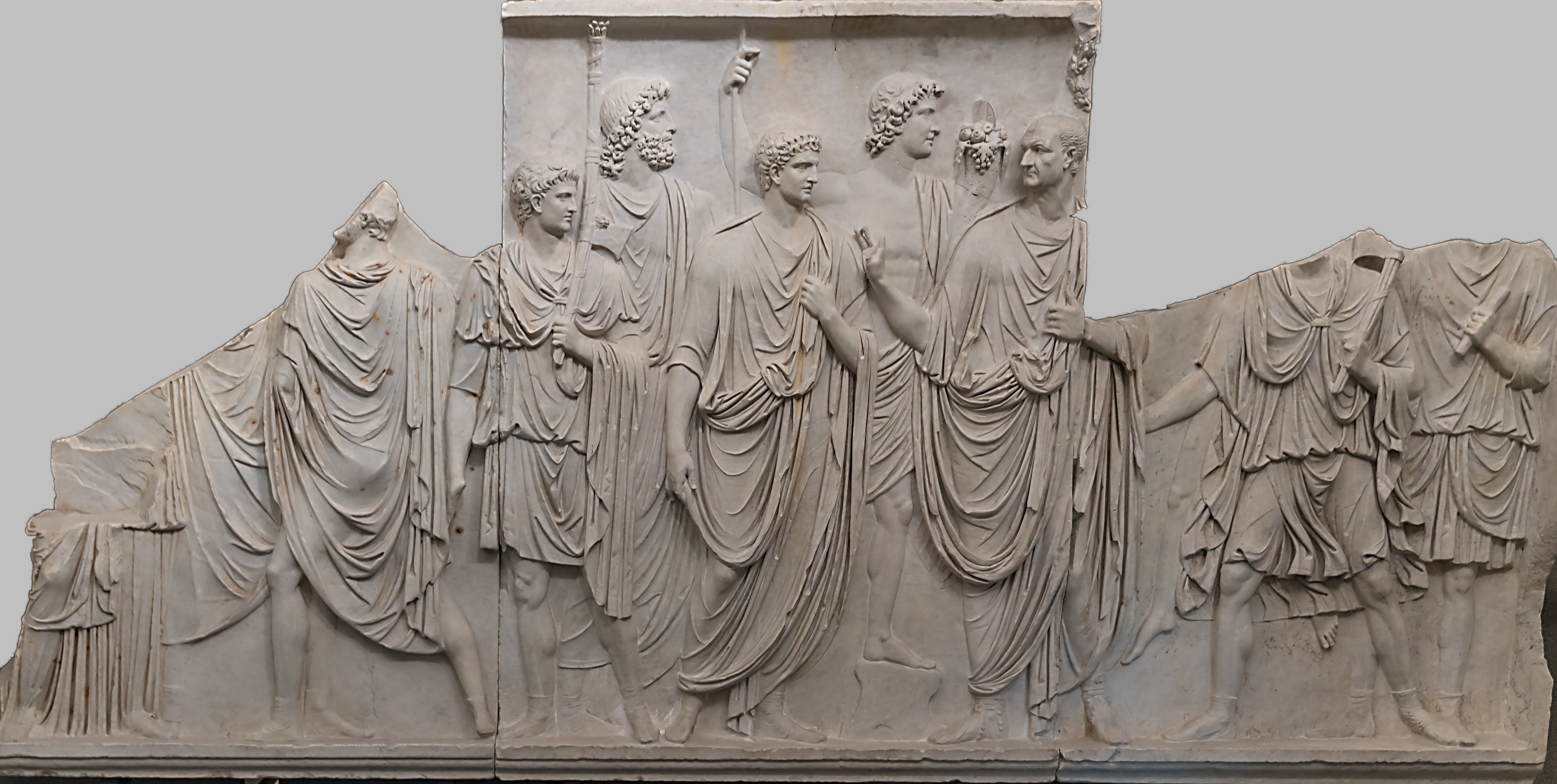
Fries B (Reliefensemble unvollständig; die linke Platte fehlt)

Trotz der Beobachtung von Bergmann, dass anstelle von Vespasian vorher sein Sohn Domitian abgebildet war, ist die Anzahl der in der Forschung vertretenen Interpretationen zur Szenenauslegung bei Fries B immer noch höher als die zu den Auslegungen zum Fries A. Neben einer Kriegsrückkehr (adventus) des Kaisers werden unter anderem die Grundsteinlegung des neuen Kapitolinischen Tempels im Jahr 70, die Einsetzung der Sodales Flaviales Titiales sowie die Weihung (consercratio) des Tempels der Fortuna Redux im Jahr 93 in Betracht gezogen.
Baumer favorisiert in seiner Abhandlung die Durchführung einer Censur mit anschließendem Lustrum auf dem Marsfeld. Diese Annahme stützt er zunächst wie bei Fries A auf die Überlegung, dass die Gesamtszenerie in zwei Zeitebenen angesiedelt ist. Im Vordergrund führt der Kaiser Domitian außerhalb der Stadtgrenze im Beisein des beilbewehrten Liktors die Censur durch, indem er einen jungen römischen Bürger vermutlich in den Stand der Ritter einreiht. Dass sich die Szene in der Nähe Roms abspielt, wird mit einer hervorgehobenen Darstellung der Vestalinnen auf dem Relief begründet. Im Hintergrund wird auf das auf die Censur folgende Lustrum hingedeutet, indem die Liktoren um die Verkörperungen von Senat und Volk von Rom kreisen.
Im Jahr 85 führte Domitian persönlich als erster Zensor auf Lebenszeit die Censur durch. Ihm war neben der Musterung des Senatoren- und Ritterstandes daran gelegen, den althergebrachten Sitten- und Moralgesetzen wieder Geltung zu verschaffen. Domitian zeigte als Pontifex Maximus ein starkes Interesse an der bedingungslosen Einhaltung des Keuschheitsgelübdes der Vestalinnen. Übertretungen wurden durch ihn strengstens geahndet.
Baumer sieht die zwei Reliefensembles zueinander im Kontext, da bei beiden historische Ereignisse dargestellt werden, die als Vorbild und als Beispiele (exempla) die übergeordnete politische und religiöse Stellung des Kaisers hervorheben sollen.

## Verortung der Reliefs
Die Hypothese von Baumer setzt aufgrund der Szenenauslegungen die Verortung der Reliefensembles im Bereich der Villa publica an. Das Gelände mit der Villa publica lag außerhalb der Stadtgrenze und diente zum einen als Residenz für auswärtige Gesandtschaften und zum anderen als Lokal zur Durchführung des Census. Die Anlage wurde auch als Station für die aus dem Jüdischen Krieg siegreich heimgekehrten Flavier genutzt. Vespasian und sein Sohn Titus erwarteten dort die Bewilligung des Triumphs durch den römischen Senat. Von dem Bauwerk, das ab dem 2. Jahrhundert nicht mehr in den Quellen angegeben wird, wurden bisher keine baulichen Reste gefunden. Unter Domitian wurde später, nach einem Vorschlag von Lawrence Richardson Jr., das Areal mitsamt Gebäude in eine großangelegte Neuanlage (Porticus Divorum) eingegliedert.
Als weitere mögliche Standorte wurden in der Literatur unter anderem das Gelände der Domus Aurea und ein Bogen nahe dem Tempel der Fortuna Redux in Erwägung gezogen.

## Rezeption
Da der Fundort und die Fundsituation der Marmorplatten keinen Rückschluss auf den ursprünglichen Standort zulassen und es weder archäologische Spuren noch belastbare Quellenangaben gibt, bleiben die aufgestellten Verortungen unbewiesen.
Die Darstellungsauslegungen der Reliefensembles bleiben auch nach der allgemein anerkannten Festlegung auf Domitian als vorher dargestellten Kaiser weiter kontrovers und Gegenstand der wissenschaftlichen Debatte.